# Тайфунник Баро
Тайфунник Баро (лат. Pterodroma baraui) — птица из семейства буревестниковых. Эндемик острова Реюньон, Франция.

## Таксономия
Первое описание тайфунника Баро сделал французский исследователь и путешественник Жан-Батист Бори де Сен-Венсан в 1804 году. Он назвал вид «Taille vent» («рассекающий ветер»), что отсылает к свистящему звуку, издаваемому птицей в полёте.
Первое научное описание таксона сделано в 1963 году. Он назван в честь местного орнитолога Арманда Баро.

## Ареал и численность
Вид обитает на острове Реюньон в Индийском океане в составе Франции. По оценкам на 2001 год, на острове гнездится от 4000 до 6500 пар птиц. По оценкам 2018 года численность гнездящихся пар составляет 15—20 тысяч.